# Баскетболист года конференции Metro Atlantic Athletic
Баскетболист года конференции Metro Atlantic Athletic (англ. Metro Atlantic Athletic Conference Men's Basketball Player of the Year) — ежегодная баскетбольная награда, которая вручается по результатам голосования лучшему баскетболисту среди студентов конференции Metro Atlantic Athletic, входящей в первый дивизион NCAA. Голосование проводится среди главных тренеров команд, входящих в конференцию, причём свои голоса тренеры подают после окончания регулярного чемпионата, но перед стартом турнира плей-офф, то есть в начале марта, однако не могут голосовать за собственных подопечных. Эта награда была учреждена и впервые вручена Уильяму Брауну из университета Святого Петра в сезоне 1981/82 годов.
Конференция официально начала свою деятельность в 1980 году, когда в неё входило всего шесть команд, в 1983 году, после включения в её состав ещё двух команд, их число увеличилось до восьми. С течением времени, при образовании новых университетов, число команд в конференции увеличилось до двенадцати (на данный момент их одиннадцать). В 2013 году в неё включили команды Монмутского университета и Квиннипэкского университета, команда Мэрилендского университета Лойолы была переведена в конференцию Patriot League.
Четыре игрока: Стив Бёртт, Лайонел Симмонс, Луис Флорес и Джастин Робинсон выигрывали этот приз по несколько раз, причём только Симмонс получал её три раза. Всего один раз обладателями этого трофея становились два игрока (2018). Чаще других обладателями этой премии становились баскетболисты Айонского колледжа (10 раз), Сиенского колледжа (7 раз) и университета Ла Салля, Канизийского колледжа и Ниагарского университета (по 4 раза).

## Легенда
|           | Сообладатели награды |
| *         | Становились лауреатами Приза Джеймса Нейсмита (1969—) или Приза Джона Вудена (1977—), либо признавались баскетболистом года среди студентов по версии UPI (1955—1996) или Helms Foundation (1905—1979) |
| Игрок (X) | Количество титулов |

## Победители
| Сезон    | Игрок                | Фото | Университет               | Позиция                                     | Год обучения | Примечания |
| -------- | -------------------- | ---- | ------------------------- | ------------------------------------------- | ------------ | ---------- |
| 1981/82  | Уильям Браун         |      | Университет Святого Петра | Защитник                                    | Четвёртый    |            |
| 1982/83  | Стив Бёртт           |      | Айонский колледж          | Разыгрывающий защитник                      | Третий       |            |
| 1983/84  | Стив Бёртт (2)       |      | Айонский колледж          | Разыгрывающий защитник                      | Четвёртый    |            |
| 1984/85  | Рэнди Коззенс        |      | Военная академия США      | Защитник                                    | Четвёртый    |            |
| 1985/86  | Тони Джордж          |      | Фэрфилдский университет   | Защитник                                    | Четвёртый    |            |
| 1986/87  | Кевин Хьюстон        |      | Военная академия США      | Разыгрывающий защитник / Атакующий защитник | Четвёртый    |            |
| 1987/88  | Лайонел Симмонс      |      | Университет Ла Салля      | Лёгкий форвард                              | Второй       |            |
| 1988/89  | Лайонел Симмонс (2)  |      | Университет Ла Салля      | Лёгкий форвард                              | Третий       |            |
| 1989/90  | Лайонел Симмонс* (3) |      | Университет Ла Салля      | Лёгкий форвард                              | Четвёртый    |            |
| 1990/91  | Марк Браун           |      | Сиенский колледж          | Разыгрывающий защитник                      | Четвёртый    |            |
| 1991/92  | Рэнди Вудс           |      | Университет Ла Салля      | Разыгрывающий защитник                      | Четвёртый    |            |
| 1992/93  | Кит Буллок           |      | Манхэттенский колледж     | Форвард                                     | Четвёртый    |            |
| 1993/94  | Доремас Беннерман    |      | Сиенский колледж          | Разыгрывающий защитник                      | Четвёртый    |            |
| 1994/95  | Крэйг Уайз           |      | Канизийский колледж       | Форвард                                     | Четвёртый    |            |
| 1995/96  | Даррелл Барли        |      | Канизийский колледж       | Форвард                                     | Четвёртый    |            |
| 1996/97  | Миндаугас Тиминскас  |      | Айонский колледж          | Лёгкий форвард                              | Четвёртый    |            |
| 1997/98  | Кашиф Хамид          |      | Айонский колледж          | Центровой / Тяжёлый форвард                 | Третий       |            |
| 1998/99  | Элвин Янг            |      | Ниагарский университет    | Атакующий защитник / Лёгкий форвард         | Четвёртый    |            |
| 1999/00  | Тарик Кирксей        |      | Айонский колледж          | Атакующий защитник / Лёгкий форвард         | Четвёртый    |            |
| 2000/01  | Демонд Стюарт        |      | Ниагарский университет    | Атакующий защитник                          | Второй       |            |
| 2001/02  | Марио Портер         |      | Райдерский университет    | Тяжёлый форвард / Лёгкий форвард            | Четвёртый    | [ 1 ]      |
| 2002/03  | Луис Флорес          |      | Манхэттенский колледж     | Разыгрывающий защитник / Атакующий защитник | Третий       | [ 2 ]      |
| 2003/04  | Луис Флорес (2)      |      | Манхэттенский колледж     | Разыгрывающий защитник / Атакующий защитник | Четвёртый    | [ 3 ]      |
| 2004/05  | Хуан Мендес          |      | Ниагарский университет    | Тяжёлый форвард / Центровой                 | Четвёртый    | [ 4 ]      |
| 2005/06  | Кидрен Кларк         |      | Университет Святого Петра | Разыгрывающий защитник                      | Четвёртый    | [ 5 ]      |
| 2006/07  | Джаред Джордан       |      | Маристский колледж        | Разыгрывающий защитник                      | Четвёртый    | [ 6 ]      |
| 2007/08  | Джейсон Томпсон      |      | Райдерский университет    | Тяжёлый форвард / Центровой                 | Четвёртый    | [ 7 ]      |
| 2008/09  | Кенни Хасбрук        |      | Сиенский колледж          | Разыгрывающий защитник / Атакующий защитник | Четвёртый    | [ 8 ]      |
| 2009/10  | Алекс Франклин       |      | Сиенский колледж          | Лёгкий форвард                              | Четвёртый    | [ 9 ]      |
| 2010/11  | Райан Росситер       |      | Сиенский колледж          | Тяжёлый форвард                             | Четвёртый    | [ 10 ]     |
| 2011/12  | Скотт Мачадо         |      | Айонский колледж          | Разыгрывающий защитник                      | Четвёртый    | [ 11 ]     |
| 2012/13  | Ламонт Джонс         |      | Айонский колледж          | Атакующий защитник / Разыгрывающий защитник | Четвёртый    | [ 12 ]     |
| 2013/14  | Билли Бэрон          |      | Канизийский колледж       | Разыгрывающий защитник                      | Четвёртый    | [ 13 ]     |
| 2014/15  | Дэвид Лори           |      | Айонский колледж          | Тяжёлый форвард                             | Четвёртый    | [ 14 ]     |
| 2015/16  | Джастин Робинсон     |      | Монмутский университет    | Разыгрывающий защитник                      | Третий       | [ 15 ]     |
| 2016/17  | Джастин Робинсон (2) |      | Монмутский университет    | Разыгрывающий защитник                      | Четвёртый    | [ 16 ]     |
| 20017/18 | Джермейн Крамптон    |      | Канизийский колледж       | Лёгкий форвард                              | Четвёртый    | [ 17 ]     |
| 20017/18 | Кэлил Дьюкс          |      | Ниагарский университет    | Разыгрывающий защитник                      | Четвёртый    | [ 17 ]     |
| 2018/19  | Кэмерон Янг          |      | Квиннипэкский университет | Атакующий защитник                          | Четвёртый    | [ 18 ]     |
| 2019/20  | Джейлен Пикетт       |      | Сиенский колледж          | Разыгрывающий защитник                      | Второй       | [ 19 ]     |
| 2020/21  | Мэнни Кэмпер         |      | Сиенский колледж          | Атакующий защитник / Лёгкий форвард         | Четвёртый    | [ 20 ]     |
| 2021/22  | Тайсон Джолли        |      | Айонский колледж          | Атакующий защитник                          | Пятый        | [ 21 ]     |
| 2022/23  | Уолтер Клейтон       |      | Айонский колледж          | Разыгрывающий защитник                      | Второй       | [ 22 ]     |
| 2023/24  | Мэтт Баланк          |      | Квиннипэкский университет | Атакующий защитник                          | Пятый        | [ 23 ]     |
| 2024/25  | Амарри Монро         |      | Квиннипэкский университет | Тяжёлый форвард                             | Третий       | [ 24 ]     |